# Paul Krugman
Paul Robin Krugman, född 28 februari 1953 på Long Island i delstaten New York, är en amerikansk nationalekonom och debattör som 2008 belönades med Sveriges Riksbanks pris i ekonomisk vetenskap till Alfred Nobels minne. Han är professor i nationalekonomi och internationella relationer vid universitetet i Princeton i New Jersey samt har varit kolumnist för New York Times. 
Krugmans främsta akademiska arbeten har legat inom ämnesområdet internationell ekonomi, där han bland annat har undersökt hur handelsmönster påverkas av stordriftsfördelar. 
År 1991 mottog Krugman John Bates Clark-medaljen, som ges vartannat år till den mest framstående amerikanska nationalekonomen under fyrtio års ålder. Han erhöll Riksbankens pris till Alfred Nobels minne för sin "analys av handelsmönster och lokalisering av ekonomisk verksamhet".

## Familj
Krugman föddes i en judisk familj och växte upp på Long Island i New York. Han är gift i sitt andra äktenskap med Robin Wells, som även hon är professor vid universitetet i Princeton universitet. De har inga barn.

## Utbildning och karriär
Krugman tog examen på Yale 1974 och sin doktorsexamen vid MIT 1977. Han har undervisat vid bland annat Yale, UC Berkeley och London School of Economics innan han 2000 påbörjade sin tjänst vid Princeton. Vid sidan av sin forskarkarriär har Krugman varit en flitig samhällsdebattör, ekonomisk rådgivare åt presidenten Ronald Reagan och under lång tid arbetat som kolumnist på tidningen New York Times. Han har även skrivit ett tjugotal böcker och sin roll som forskare skrivit över tvåhundra vetenskapliga artiklar. 

### Forskarkarriär
Krugmans modeller för att förklara företags och länders handel och produktion genom så kallad skalekonomi är speciellt kända. 
Krugman anses tillhöra den neo-Keynesianska ekonomiska skolan, och hans verk "Theory and Policy" är en klassisk lärobok i internationell ekonomi där bland annat valutakriser och den till frihandel kritiska teorin om "New Trade" förklaras. Han är dock själv i grunden positivt inställd till frihandel, men menar samtidigt att dess fördelar ibland överdrivs och att enskilda aktörer kan förlora på frihandel.
I "Geografi och Handel" och "The Spatial Economy" har Krugman skrivit om lokalisering. Han föreslår en modell för att förklara hur rörliga fördelar hos företag eller för regioner kan komma att låsas fast vilket leder till stora industridistrikt eller centra. Företag får låga transportkostnader och stordriftsfördelar genom närheten till andra företag som är i samma bransch eller som anställer arbetskraft från en liknande arbetsmarknad. En industriregions fördelar jämfört med angränsande regioner leder till en snöbollseffekt som förklarar de stora industridistriktens lokaliseringsmönster.

### Samhällsdebattör

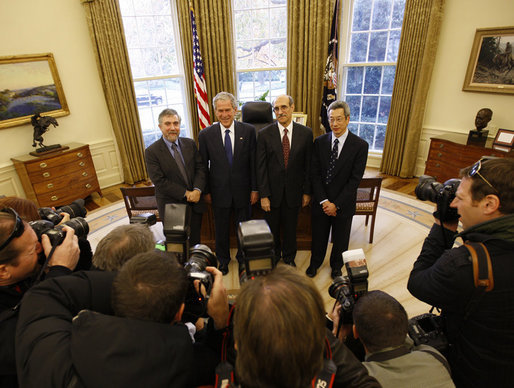
Krugman, Martin Chalfie och Roger Tsien tillsammans med George W. Bush (2008).

Som kolumnist i New York Times sedan 2000 har Krugman kommit att bli vad Washington Monthly kallar "den viktigaste politiska kolumnisten i USA" och 2007 startade han sin blogg på tidningens hemsida. År 2007 författade han The Conscience of a Liberal ("En liberals samvete") med utförlig historik över klyftor i inkomster och rikedomar i USA. Krugman förespråkar en politik liknande Roosevelts New Deal samt menar att sjukvård borde statsfinansieras i större utsträckning. Från ett europeiskt perspektiv måste Krugman ses som marknadsvänlig.
I amerikansk politik säger sig Paul Krugman vara liberal, vilket han jämställer med vad som i Europa skulle kallas socialdemokrati. Han var en aktiv kritiker av den republikanska regeringen under George W. Bush och dess politik. 
Trots att han tidigt i sin karriär var ekonomisk rådgivare åt den republikanske presidenten Ronald Reagan (1982 till 1983), kom Krugman på tal som rådgivare för Bill Clinton efter den demokratiska valsegern 1993. Han nekades däremot platsen av politiska skäl då han hade blivit en så livlig systemkritiker. På sin blogg för New York Times säger han sig på förhand avstå från att tjänstgöra i en eventuell demokratisk regering efter nästa val. 
I slutet av 90-talet uttalade Krugman kritik av den "nya ekonomin" men har också kritiserat fasta växelkurser i Sydostasien och investerare vars existens möjliggjordes av fasta växelkurs i upptakten till 1998 års ryska finanskris.
I Krisen - orsaker, verkan, åtgärder spårar han orsaken till dagens finansiella kris i det system av bankliknande institutioner och värdepapperarrangemang som han kallar för skuggbanker. Dessa institutioner och arrangemang var inte utsatta för samma krav och regler som vanliga banker. Bland annat hade dessa skuggbanker inte några krav på reserver, eget kapital eller på att betala till insättningsgarantisystemet. Ett av dessa arrangemang, som numera har kollapsat var ASR (auction rate-security).

## Publikationer
Krugman har skrivit mer än 20 böcker, däribland vetenskapliga verk, läroböcker och populärvetenskapliga böcker, och har publicerat mer än 200 vetenskapliga artiklar i tidskrifter och böcker. Han har också skrivit flera hundra kolumner om ekonomiska och politiska frågor i New York Times, Fortune och Slate. En genomgång av ekonomiprofessorer som gjordes 2011 utnämnde honom till deras favorit bland då levande ekonomer som var yngre än 60 år gamla. Som kommentator har Krugman skrivit om ett vitt fält av ekonomiska frågor, däribland inkomstfördelning, beskattning, makroekonomi och internationell ekonomi.